# Gadirtha bufonia
Gadirtha bufonia är en fjärilsart som beskrevs av Felder 1862. Gadirtha bufonia ingår i släktet Gadirtha och familjen trågspinnare. Inga underarter finns listade i Catalogue of Life.